# فیلم بدون عنوان جی. جی. آبرامز
فیلمی بدون عنوان آمریکایی به نویسندگی، کارگردانی و تهیه‌کنندگی جی. جی. آبرامز، در ژانر فانتزی در دست تولید است که گلن پاول، جنا اورتگا، اما مکی و ساموئل ال. جکسون در آن ایفای نقش می‌کنند. این فیلم در حال حاضر با عنوان موقت «نویسندهٔ روح» (Ghostwriter) یا (Ghost Writer) در دست تولید است.

## بازیگران
- گلن پاول
- جنا اورتگا
- اما مکی
- ساموئل ال. جکسون

## تولید
در ماه مهٔ ۲۰۲۴ گزارش شد که جی. جی. آبرامز در حال کار بر روی فیلم بلند بعدی خود است و گلن پاول در حال مذاکره برای ایفای نقش اصلی است. در ماه اوت، جنا اورتگا در نقشی نامشخص به پروژه پیوست و حضور پاول نیز تأیید شد. در نوامبر، اما مکی به گروه بازیگران پیوست و ساموئل ال. جکسون نیز وارد مذاکرات شد. در آوریل ۲۰۲۵ حضور جکسون در این فیلم به‌طور رسمی تأیید شد. جیمز فرند به عنوان فیلم‌بردار پروژه فعالیت می‌کند.

## فیلم‌برداری
تصویربرداری اصلی این فیلم از ۲۵ آوریل ۲۰۲۵ در لندن، انگلستان آغاز شد و در ماه ژوئن در شهرهای ادینبرو و گلاسگو ادامه یافت.